# Cemitério Enzenbühl

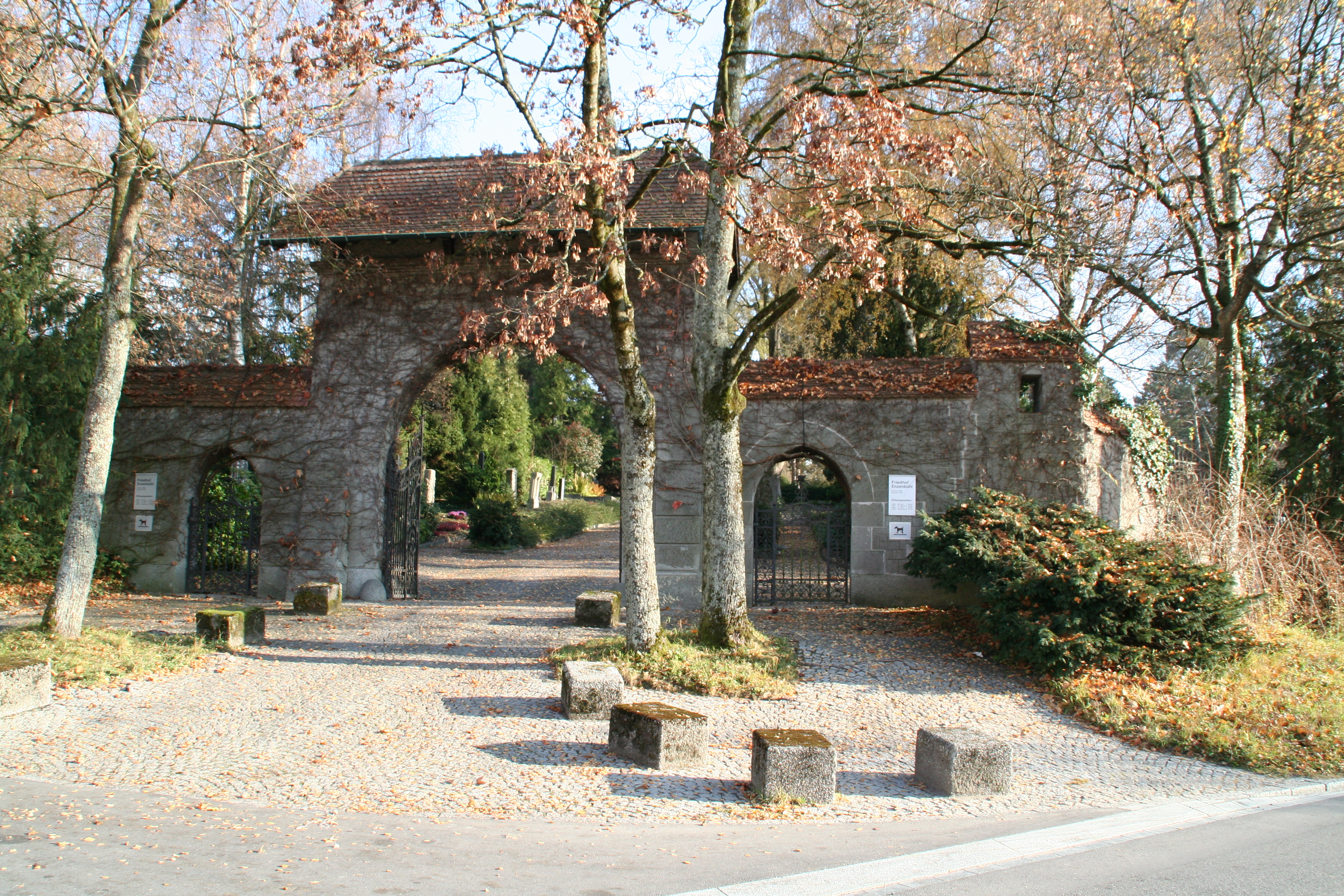
Friedhof Enzenbühl, Portal na Witellikerstrasse

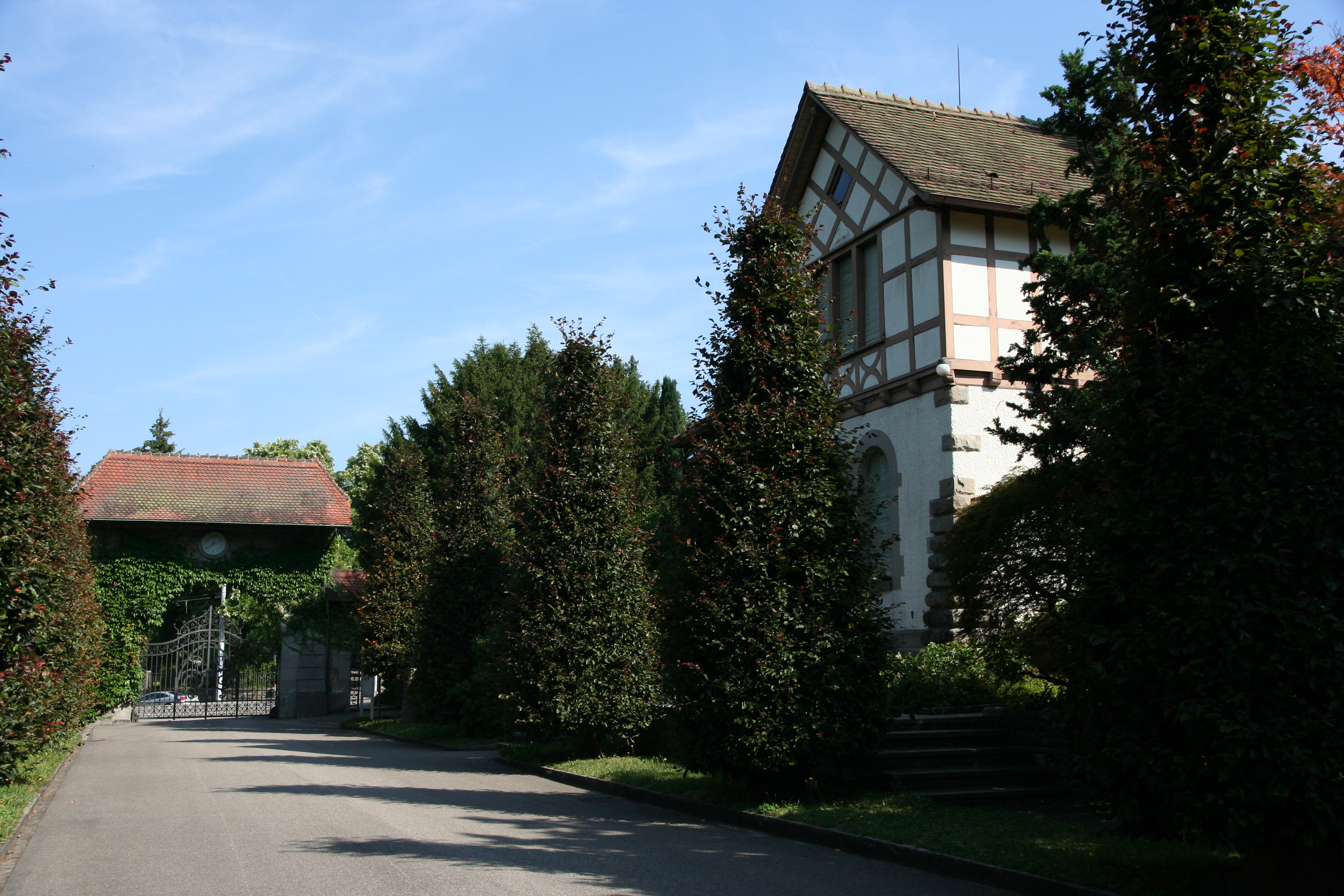
Portal na Forchstrasse

O Cemitério Enzenbühl (em alemão:  Friedhof Enzenbühl) é um cemitério da cidade de Zurique, localizado parcialmente em Zollikon.
112 sepulturas estão tombadas como patrimônio histórico.

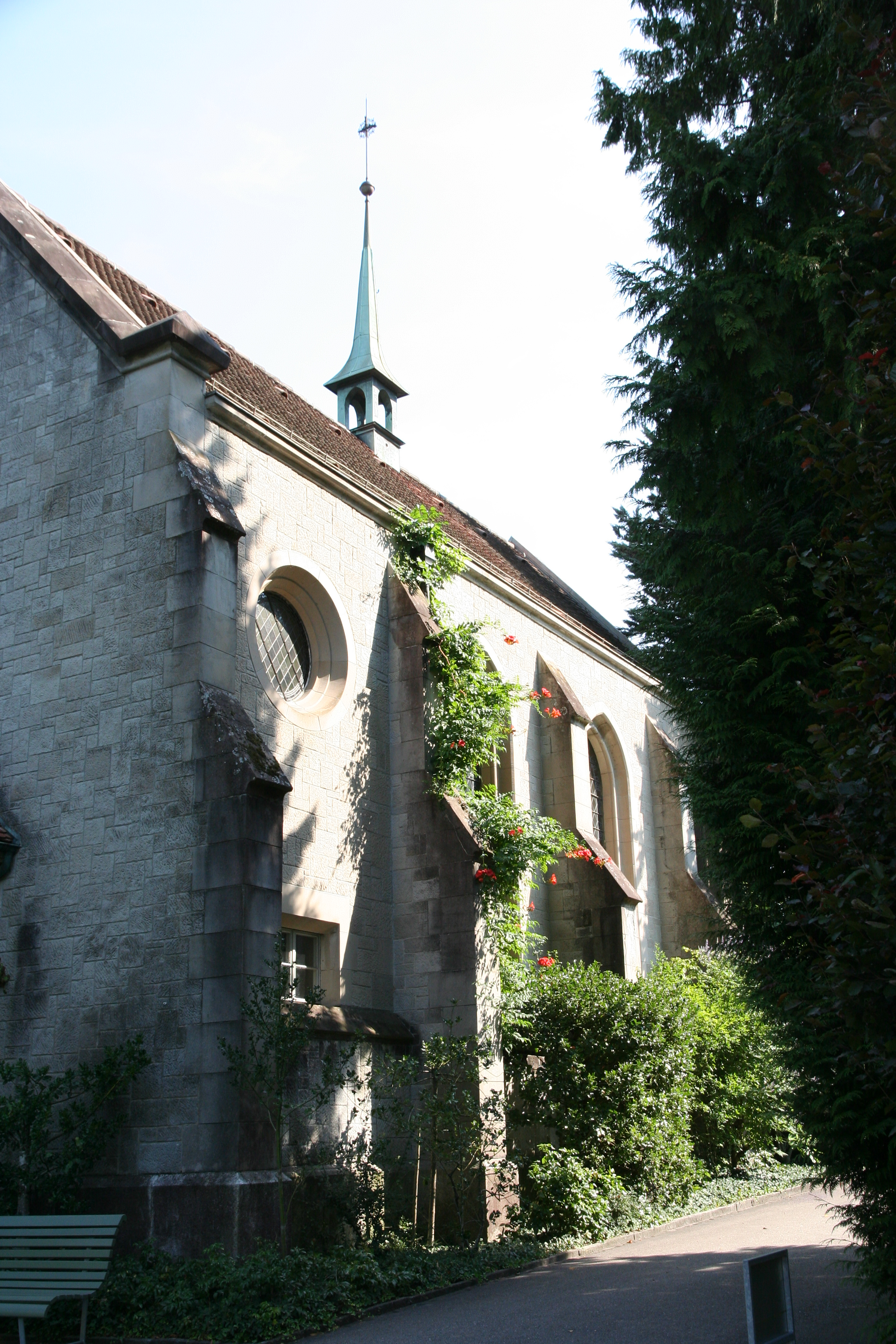
Capela neogótica
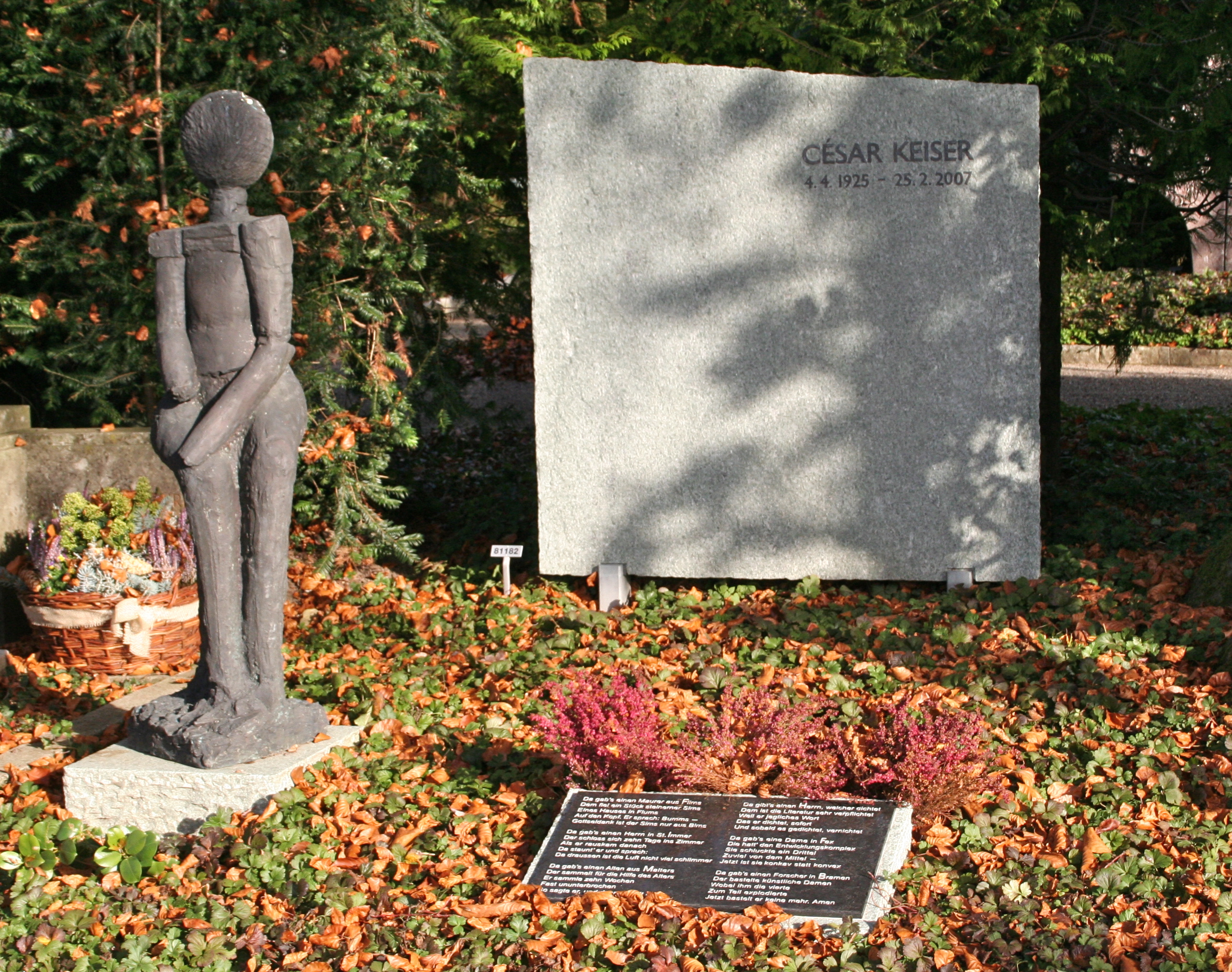
Sepultura de César Keiser
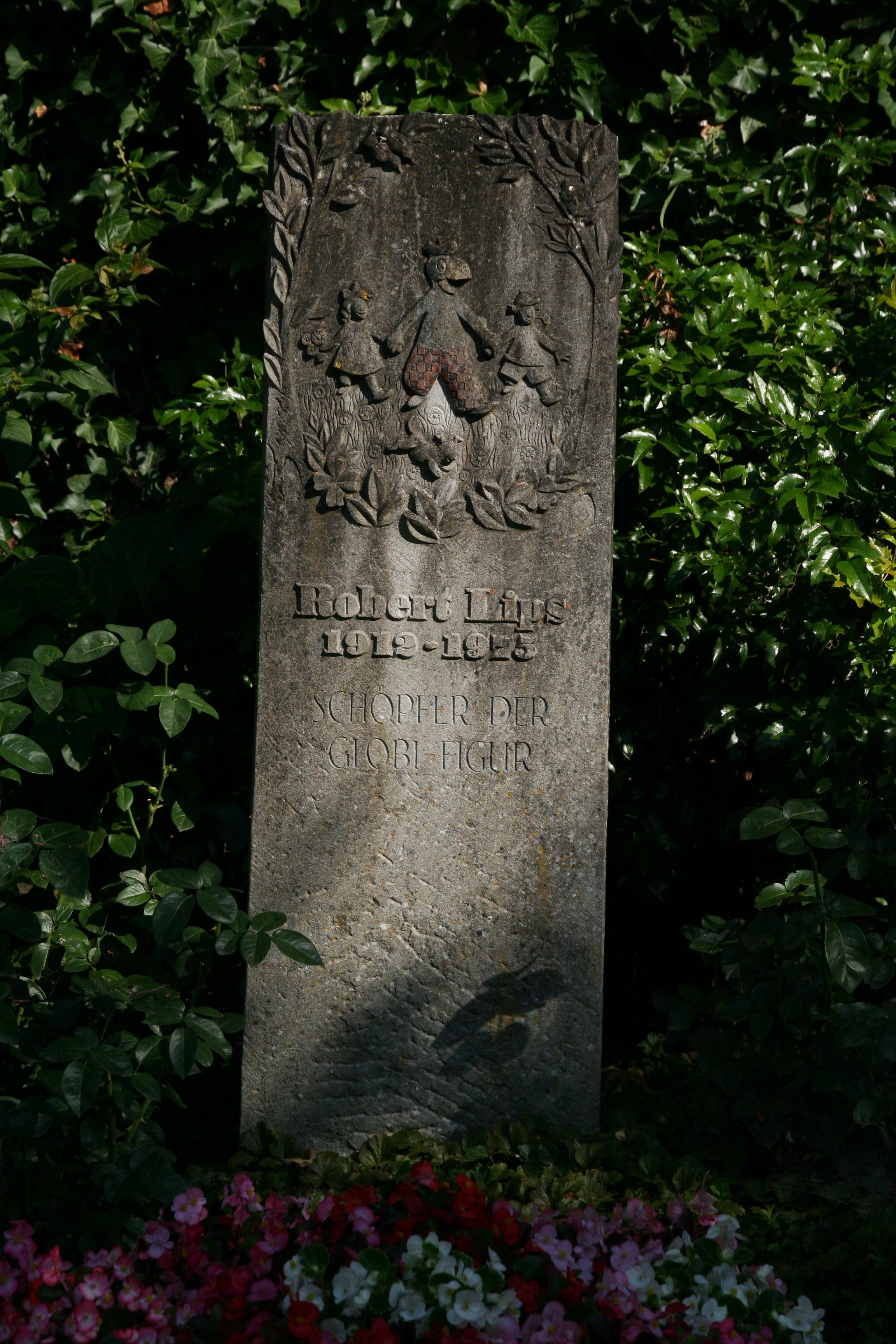
Sepultura de Robert Lips
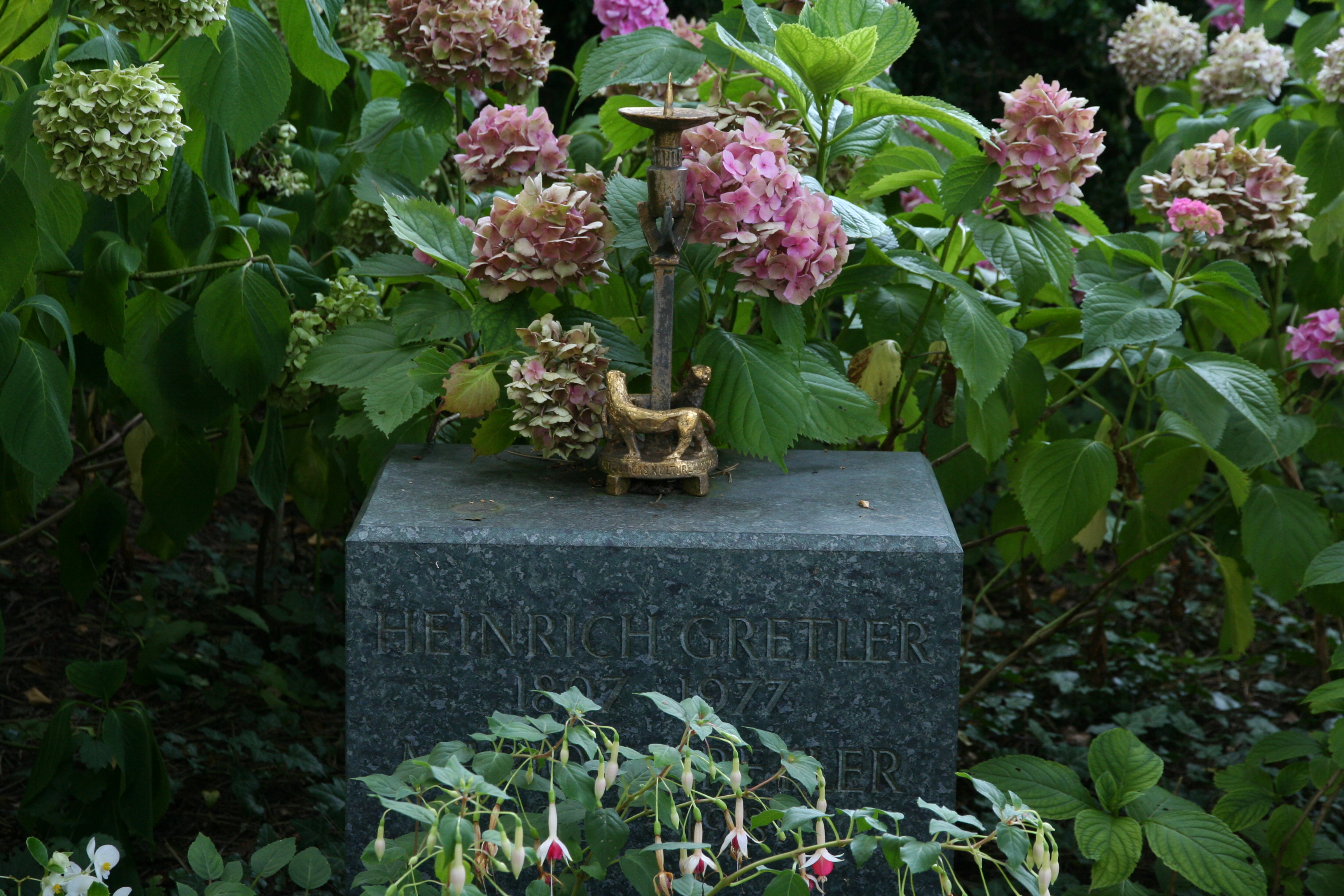
Sepultura de Heinrich Gretler
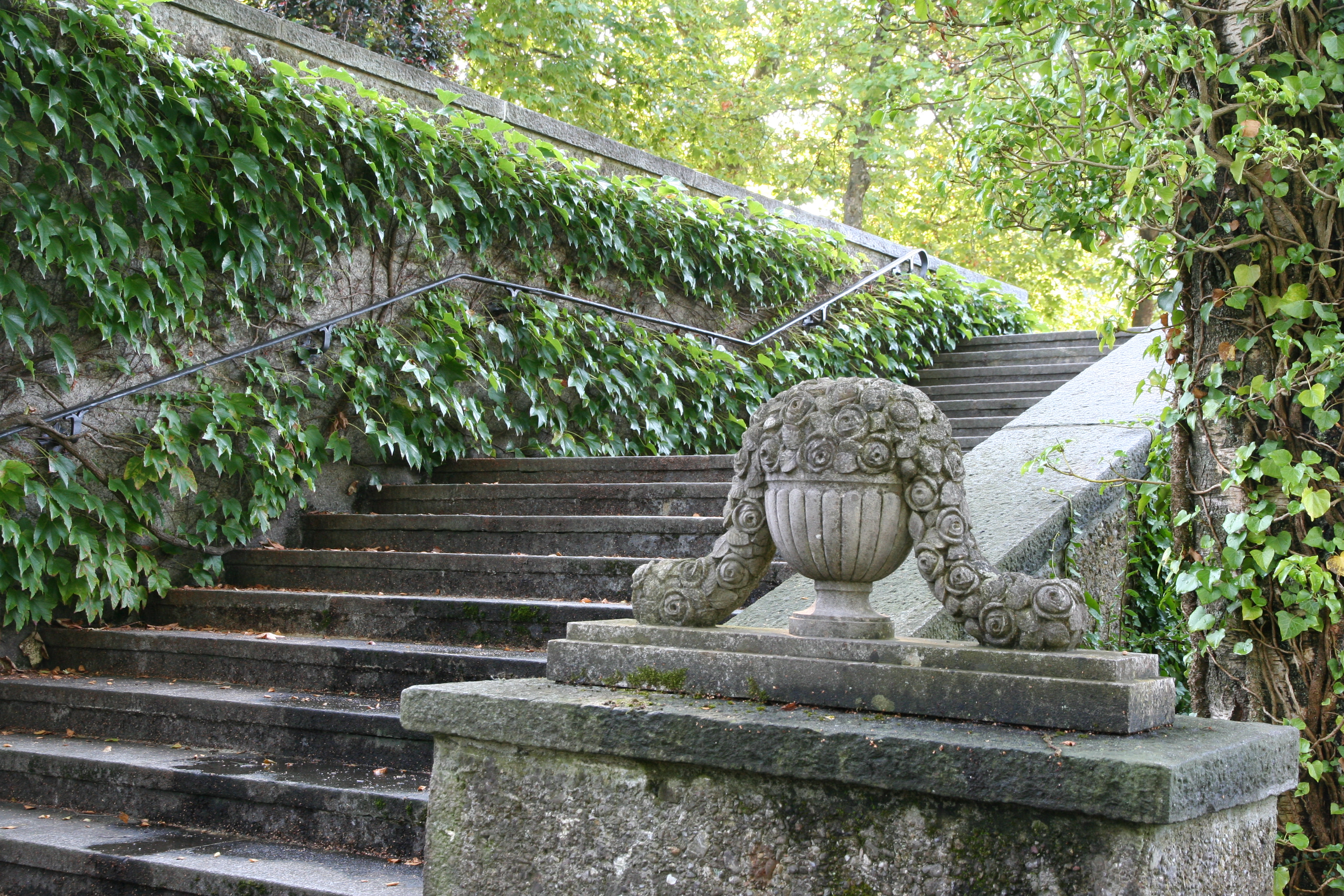
Detalhe de escadaria

## Sepultamentos notáveis
- Carl Abegg, 1836–1912, comerciante de seda crua, banqueiro
- Gustav Ammann, 1885–1955, arquiteto de jardins
- Karl Attenhofer, 1837–1914, compositor
- Otto Charles Bänninger, 1897–1973, escultor
- Maria Becker, 1920–2012, atriz
- Fritz Bond alias N. O. Scarpi, 1888–1980, escritor
- Urs Bürgi, 1909–1989, conselheiro do governo
- Paul Clairmont, 1875–1942, cirurgião e professor universitário
- Maria Fein, 1892–1965, atriz e diretora austríaca
- Hanny Fries, 1918–2009, pintora
- Inigo Gallo, 1932–2000, atriz suíça e cabaretista
- Heinrich Gretler, 1897–1977, ator suíço
- Heidemarie Hatheyer, 1919–1990, atriz
- Adolf Herbst, 1909–1983, pintor
- Hans Hofmann, 1897–1957, arquiteto
- Hermann Hubacher, 1885–1976, escultor
- Peter Emil Huber-Werdmüller, 1836–1915, fundador da Maschinenfabrik Oerlikon e da Uetlibergbahn
- Arnold Huggler, 1897–1988, escultor
- Max Hunziker, 1901–1976, pintor
- Alfred Ilg, 1854–1916, engenheiro, conselheiro do rei etíope
- Xaver Imfeld, 1853–1909, topógrafo
- Gotthard Jedlicka, 1899–1965, historiador da arte
- César Keiser, 1925–2007, cabaretista
- Zoltán Kemény, 1907–1965, escultor e arquiteto
- Emil Klöti, 1877–1963, prefeito de Zurique
- Eduard Korrodi, 1885–1955, crítico leterário
- Hugo Krayenbühl, 1902–1985, neurocirurgião
- Adolf Krämer, 1832–1910, fundador da Cooperativa Agrícola
- Rudolf Ulrich Krönlein, 1847–1910, cirurgião
- Werner Friedrich Kunz, 1896–1981, escultor
- Ferdinand Leitner, 1912–1996, dirigente
- Jella Lepman, 1891–1970, jornalista e escritora alemã
- Leopold Lindtberg, 1902–1984, cineasta
- Robert Lips, 1912–1975, desenhista, inventor do personagem do livro infantil Globi
- Evariste Mertens, 1846–1907, jardineiro e paisagista
- Oskar Mertens, 1887–1976, jardineiro e paisagista
- Otto Münch, 1885–1965, escultor
- Peter Noll, 1926–1985, advogado, publicitário
- Eduard Norden, 1868–1941, filólogo e historiador religioso
- Karl Richter, 1926–1981, maestro e organista
- Margrit Rainer, 1914–1982, atriz e cabaretista suíça
- Curt Riess, 1902–1993, escritor judeu-alemão
- Willy Spühler, 1902–1990, membro do Bundesrat
- Mart Stam, 1899–1986, arquiteto
- Charlot Strasser, 1884–1950, psiquiatra e escritor
- Regine Schindler, 1935–2013, escritora, germanista
- Jürg Schubiger, 1936–2015, psicoterapeuta, escritor
- David Weiss, 1946–2012, escultor, em duo com Peter Fischli
- Arthur Welti, 1901–1961, ator, primeiro repórter da Radio Zürich
- Alfred Werner, 1866–1919, Nobel de química
- Urs Widmer, 1938–2014, escritor, tradutor
- Antonia Wolff, 1888–1953, psicoanalítica
- Ernst Wetter, 1877–1963, membro do Bundesrat
- Ernst Zahn, 1867–1952, escritor